# Interacțiunea electroslabă
Interacțiunea electroslabă este descrierea unificată a două din cele patru interacțiuni fundamentale din Univers: interacțiunea electromagnetică și interacțiunea slabă. Aceste forțe, care apar ca foarte diferite în intensitate la energiile joase întâlnite în fizica atomică și fizica nucleară, devin comparabile la energii de ordinul a 100 GeV, caracteristice fizicii particulelor elementare. Teoria interacțiunii electroslabe a fost dezvoltată, în mod independent, de Sheldon Lee Glashow, Abdus Salam și Steven Weinberg.